# Монреальський музей красних мистецтв

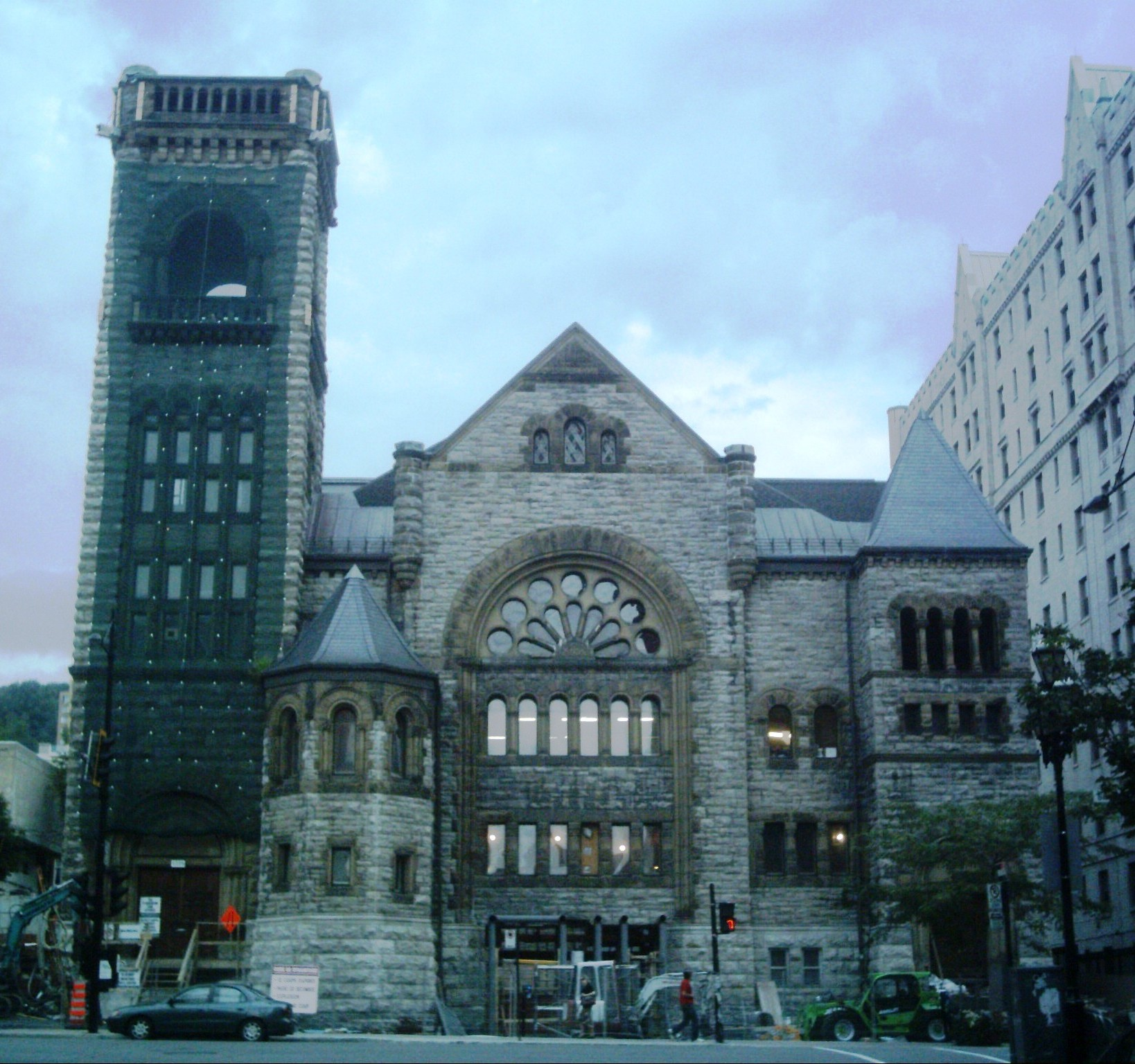
Один із корпусів музею в колишній будівлі Американської об'єднаної церкви

Монреальський музей красних мистецтв (фр. Musée des beaux-arts de Montréal (MBAM)) — музей у місті Монреаль (провінція Квебек, Канада). Найстаріший художній музей Канади, один з найвідоміших музеїв Північної Америки.

## Історія
Заснований в 1860 році як Асоціація образотворчих мистецтв, в 1948-49 роках отримав свою нинішню назву.
Через відсутність постійного приміщення в перші два десятиліття свого існування Асоціація займалася лише організацією проведення щорічних виставок у Монреалі. 1877 року Асоціація отримала виключно щедре пожертвування від монреальського бізнесмена Бенайї Джибби. Він заповідав Асоціації більшу частину своєї колекції творів мистецтва (90 картин і 8 бронзових виробів), 8000 доларів і ділянку землі в північно-східному кутку площі Філіпс у тому випадку, якщо Асоціація побудує музей протягом трьох років.
26 травня 1879 четвертий генерал-губернатор Канади Джон Кемпбелл відкрив Художню галерею Асоціації образотворчих мистецтв Монреаля, це була перша будівля в історії Канади побудована спеціально для розміщення колекції творів мистецтва.
Дар Бенайї Джибби справив враження у монреальському суспільстві і число пожертвувань збільшилася. Попри те, що в 1893 музей розширили, площ музею стало бракувати. Асоціацією було ухвалено рішення побудувати нову будівлю для музею на вулиці Шербрук в межах «Золотої квадратної милі», де розміщувалися основні фінансові установи міста. Був створений комітет, відповідальний за будівництво музею, до складу якого увійшли: Джеймс Росс, Річард Б. Ангус, Вінсент Мередіт, Девід Морріс (батько художника Джеймса Вілсона Морріса) та інші. Більшість членів комітету внесли значні суми на будівництво.
Будівля музею споруджена за архітектурним проєктом братів Едуарда та Вільяма Сазерленда Максвеллів в стилі неокласицизму. Будівництво розпочалося влітку 1910 і завершилося восени 1912 року. 9 грудня 1912 десятий генерал-губернатор Канади принц Артур відкрив нову будівлю музею. На церемонії відкриття були присутні близько трьох тисяч осіб.
У 1976 році архітектор Фред Лебенсольд добудував нове крило музею, а в 1991 році був побудований південний корпус в модерністському стилі, який спроєктував архітектор Моше Сафді. Площа музею значно збільшилася 2010 року, коли до складу музею ввійшла будівля колишньої Американської об'єднаної церкви, розташовану поруч.
Починаючи з 80-х років XX сторіччя музей проводить у себе великі і цікаві виставки: «Леонардо да Вінчі, інженер і архітектор», «Марк Шагал», «Сальвадор Далі», «Пабло Пікассо: зустріч в Монреалі», «Втрачений рай: європейський символізм», «Музика і танці в роботах Енді Уорхола» і багато інших, співпрацюючи з найбільшими музеями світу. Музей відвідує близько мільйона осіб щорічно.

## Колекції
У музейній колекції понад 36 тисяч експонатів, від античності до наших днів, більша частина яких подарована музею монреальськимі меценатами. В колекції представлено декоративно-ужиткове мистецтво, мистецтво Канади, мистецтво зарубіжних країн, сучасне мистецтво, картини старих майстрів, гравюри і малюнки. У складі колекції також цінне зібрання старовинних тканин, англійської порцеляни та найбільше в світі зібрання шкатулок для чаю, використовуваних під час японської чайної церемонії. У колекції музею представлені роботи Ель Греко, Тиціана, Пітера Брейгеля-молодшого, Ніколи Пуссена,  Джованні Тьєполо, Джованні Кастільйоне, Сольватора Рози, Жака Белланжа, Жоржа Руо, Мартіна Шонгауера, Жоржа де Фера, Фердинанда Ходлера, Анрі Лемана, Альбера-Ернста Каррье-Бельоза, Жана Батиста Каміля Коро, Франсуа Буше, Мариотто Альбертинеллі, Фелікса Валлоттона, Джеймса Енсора і багатьох інших художників, скульпторів і граверів.

## Картини з колекції музею

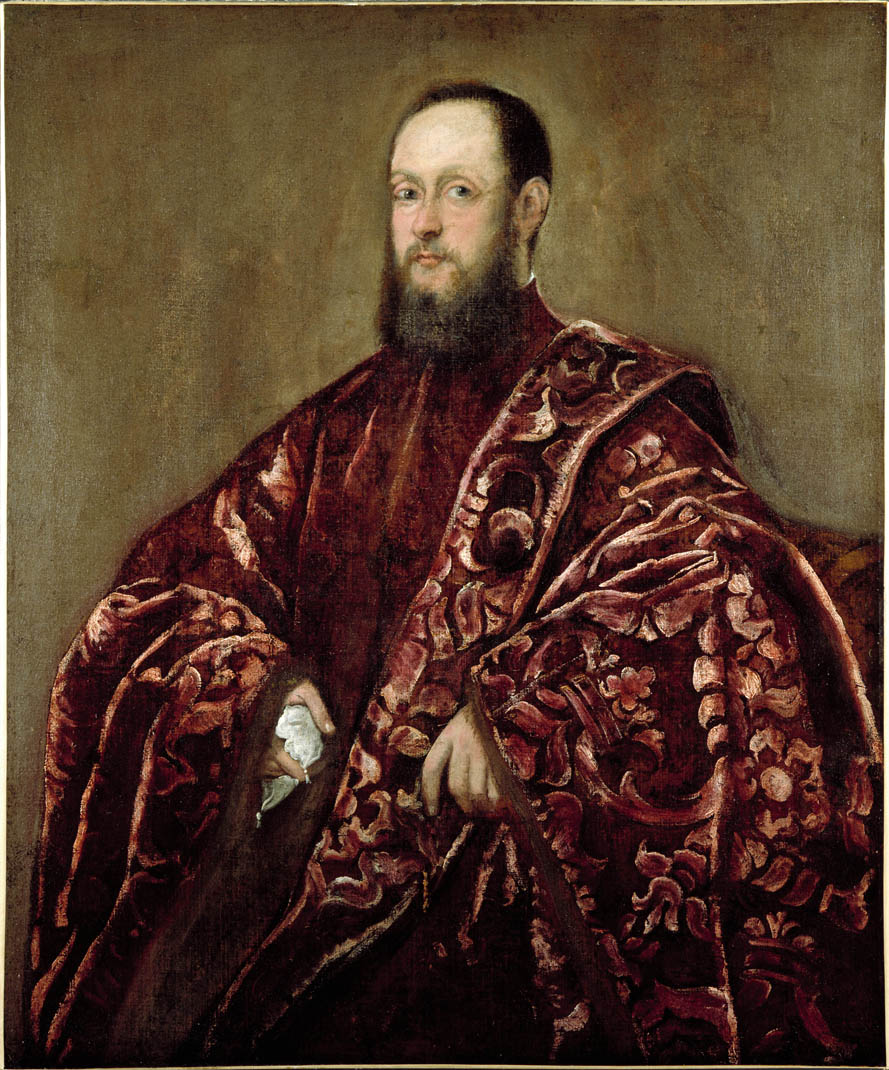
Якопо Тінторетто. «Портрет невідомого з родини Фоскарі»
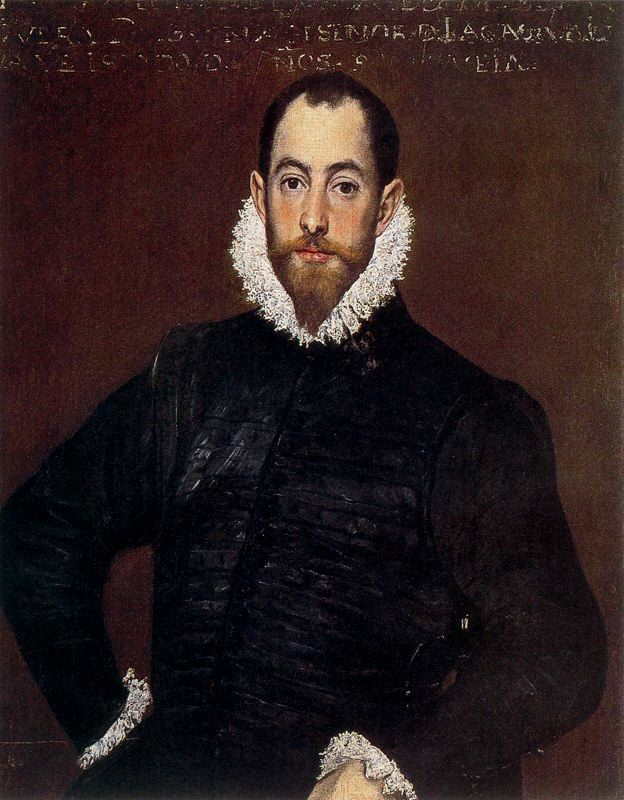
Ель Греко, «Портрет невідомого з родини де Лейва», 1580
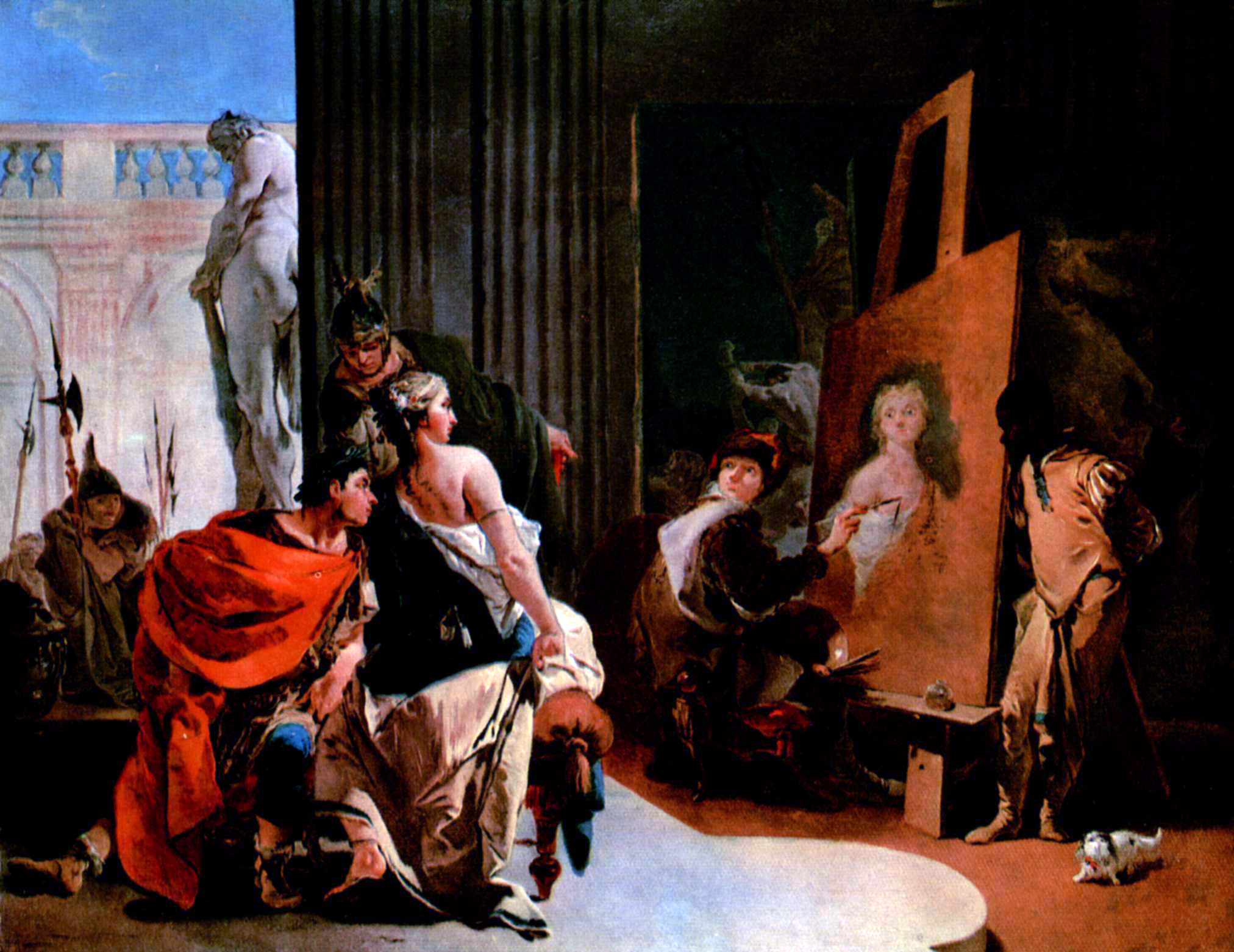
Джованні Баттіста Тьєполо, «Олександр Великий і Кампаспа в студії Апеллеса», 1725–1726
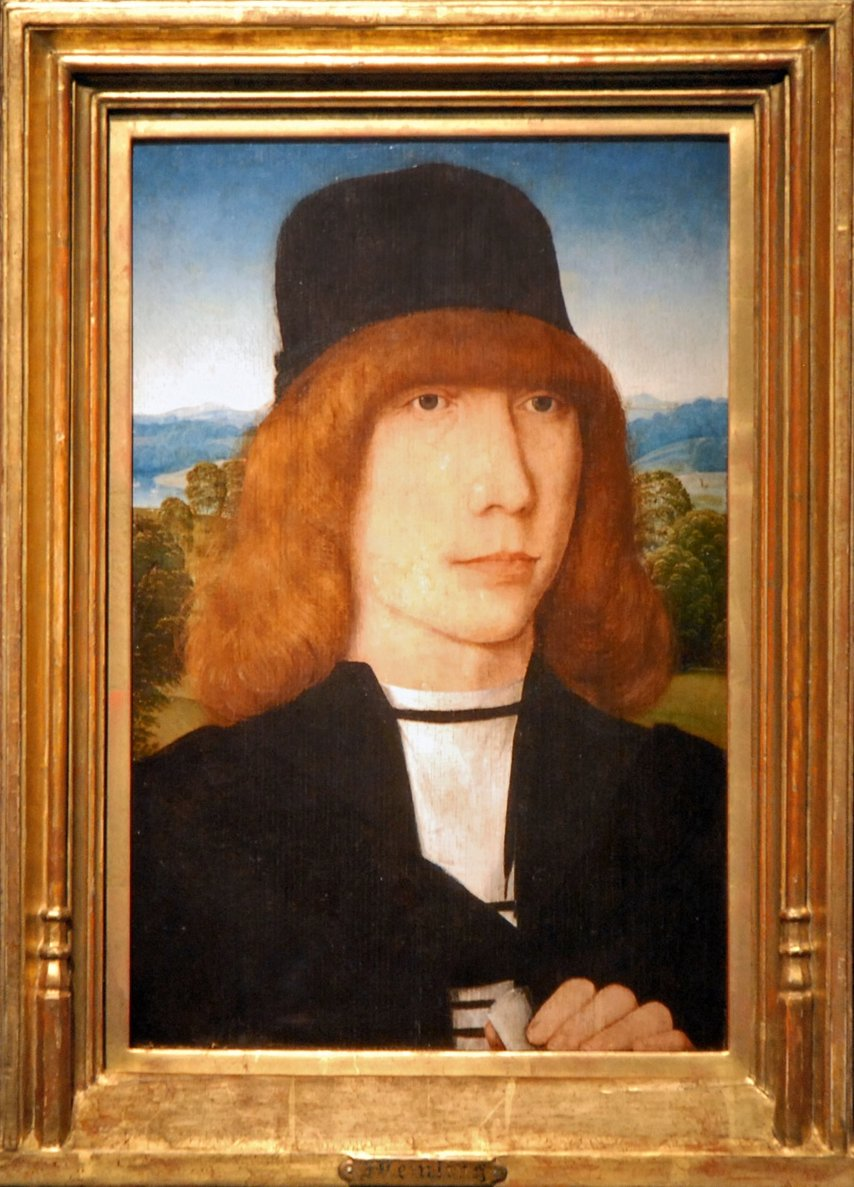
Ганс Мемлінг, «Портрет юнака», 1490
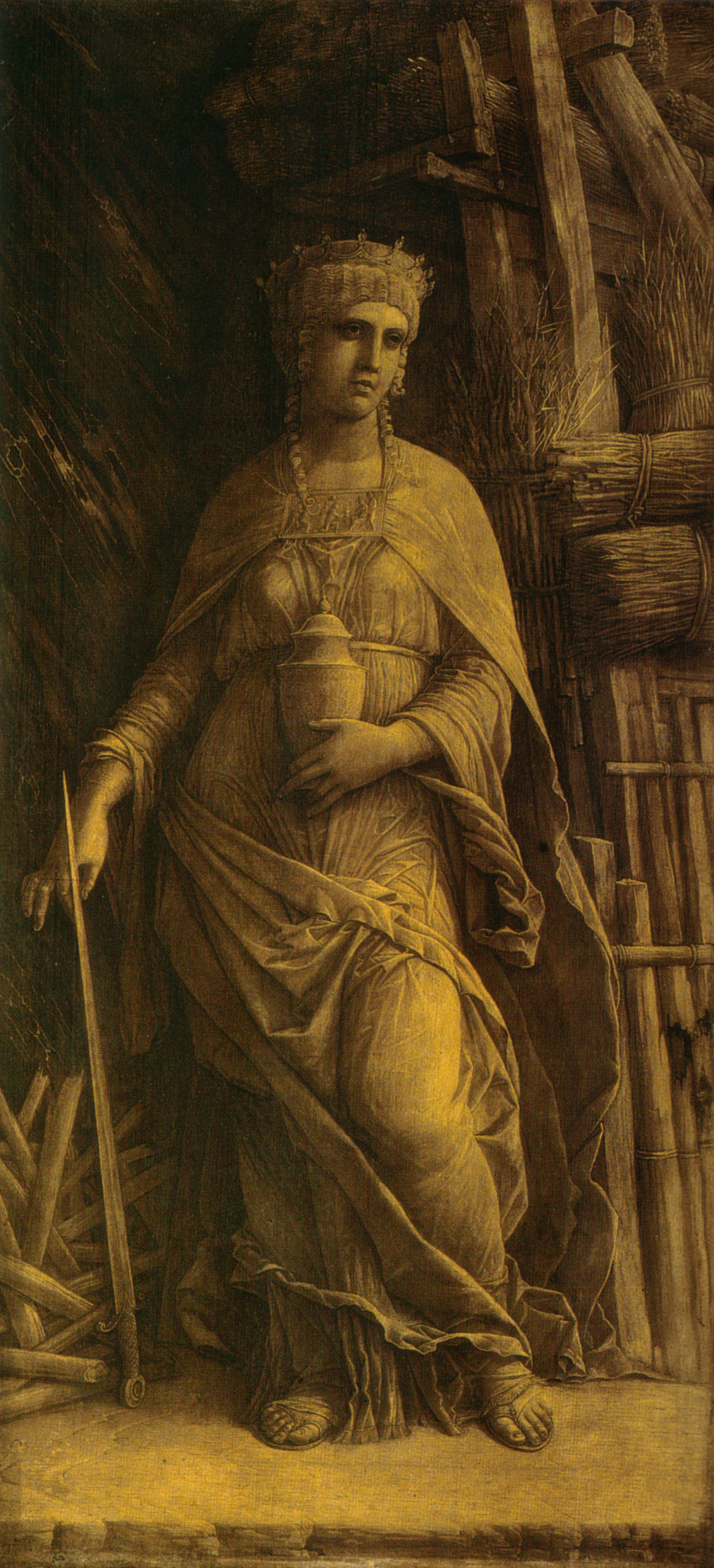
Андреа Мантенья, «Дідона», 1490-ті
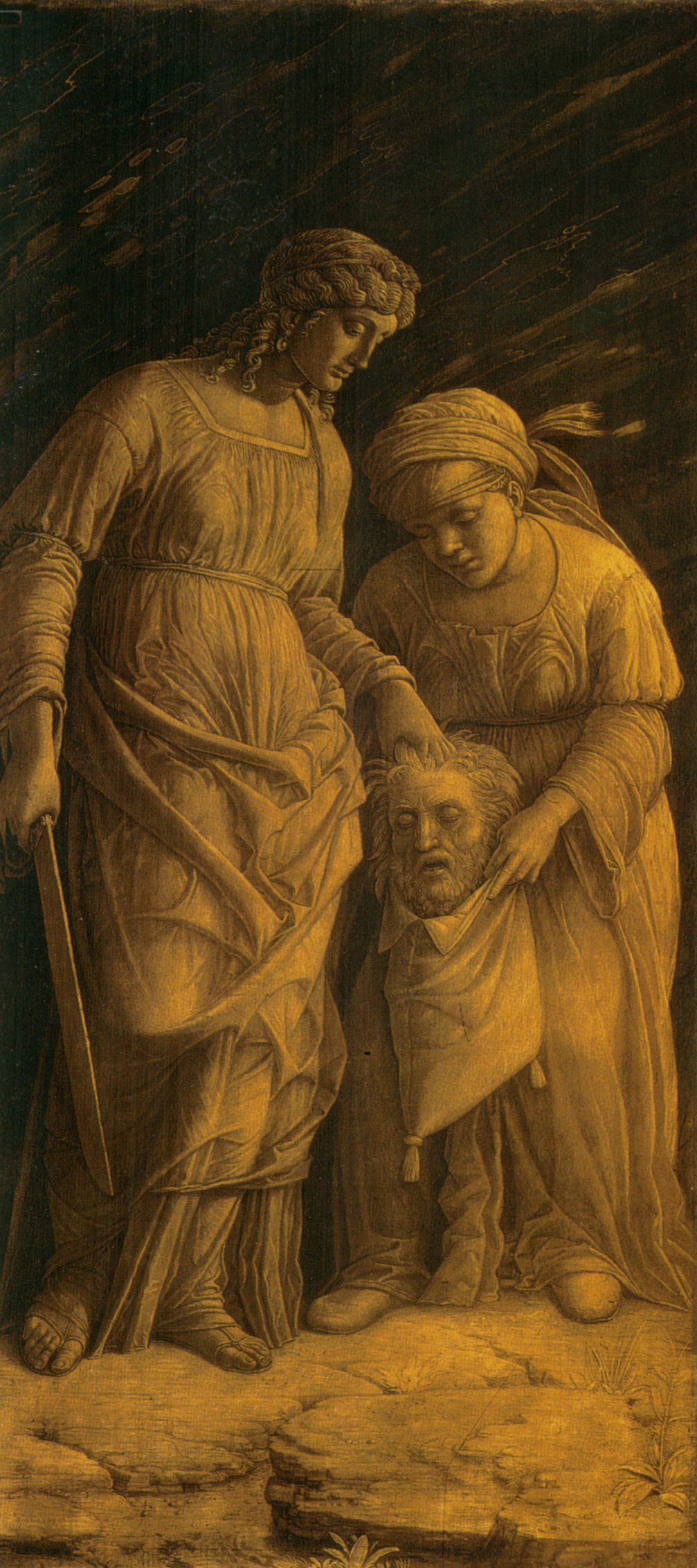
Андреа Мантенья, «Юдіф», 1490-ті
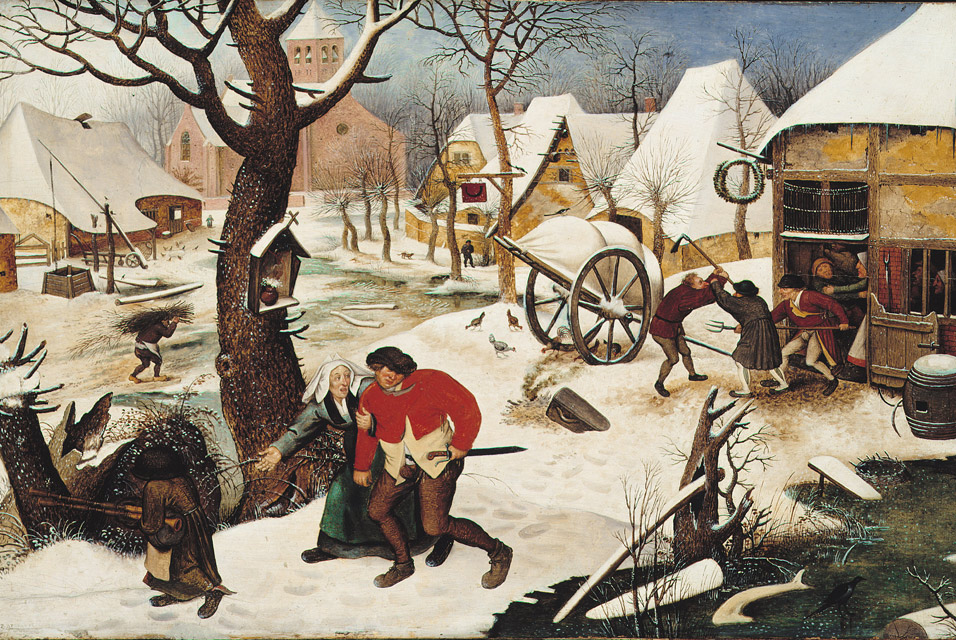
Пітер Брейгель молодший, «Повернення з гостей», після 1616
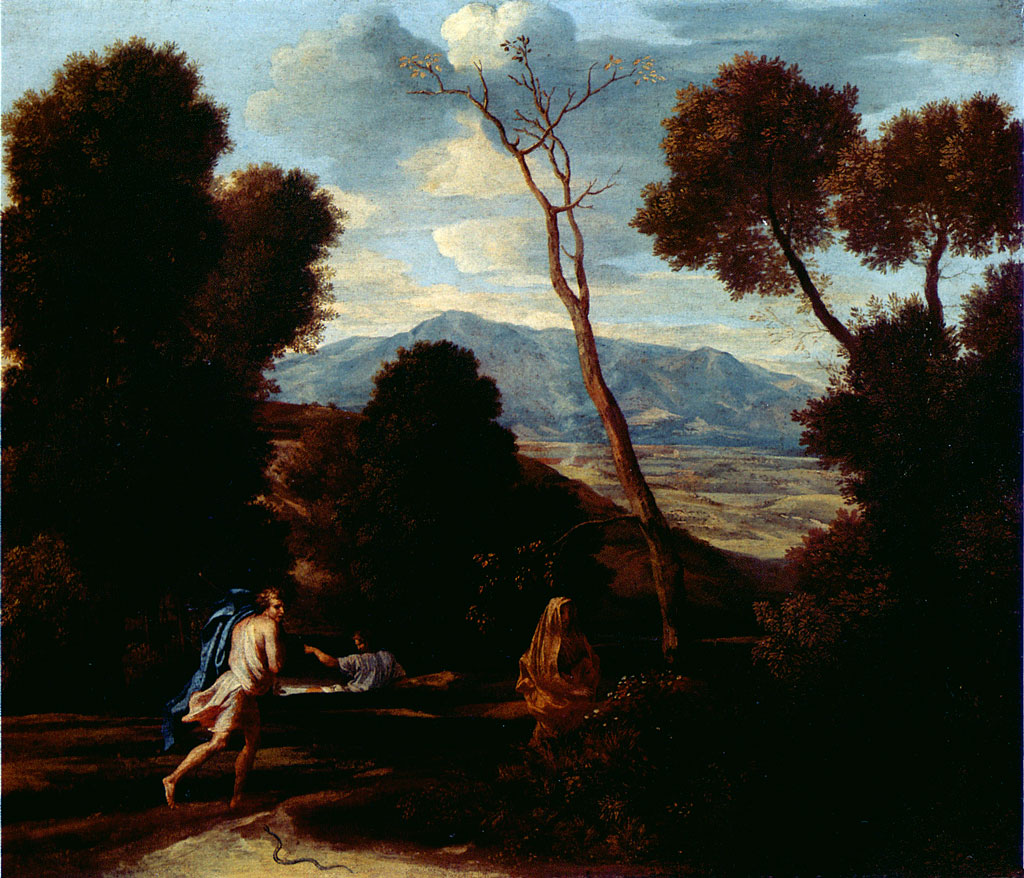
Нікола Пуссен, «Пейзаж з людьми, переляканими змією», 1633–1635
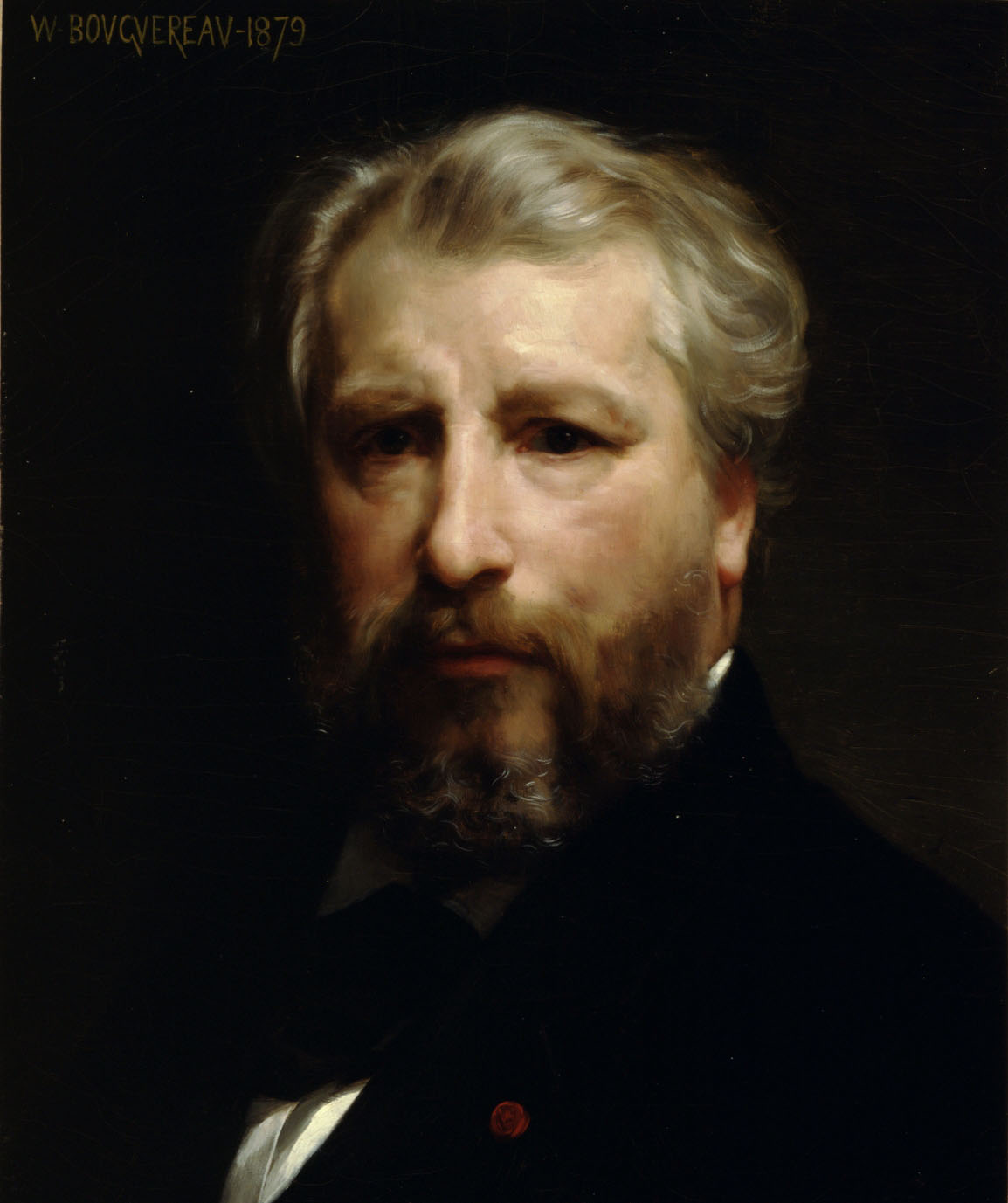
Адольф Вільям Бугро, «Автопортрет», 1879
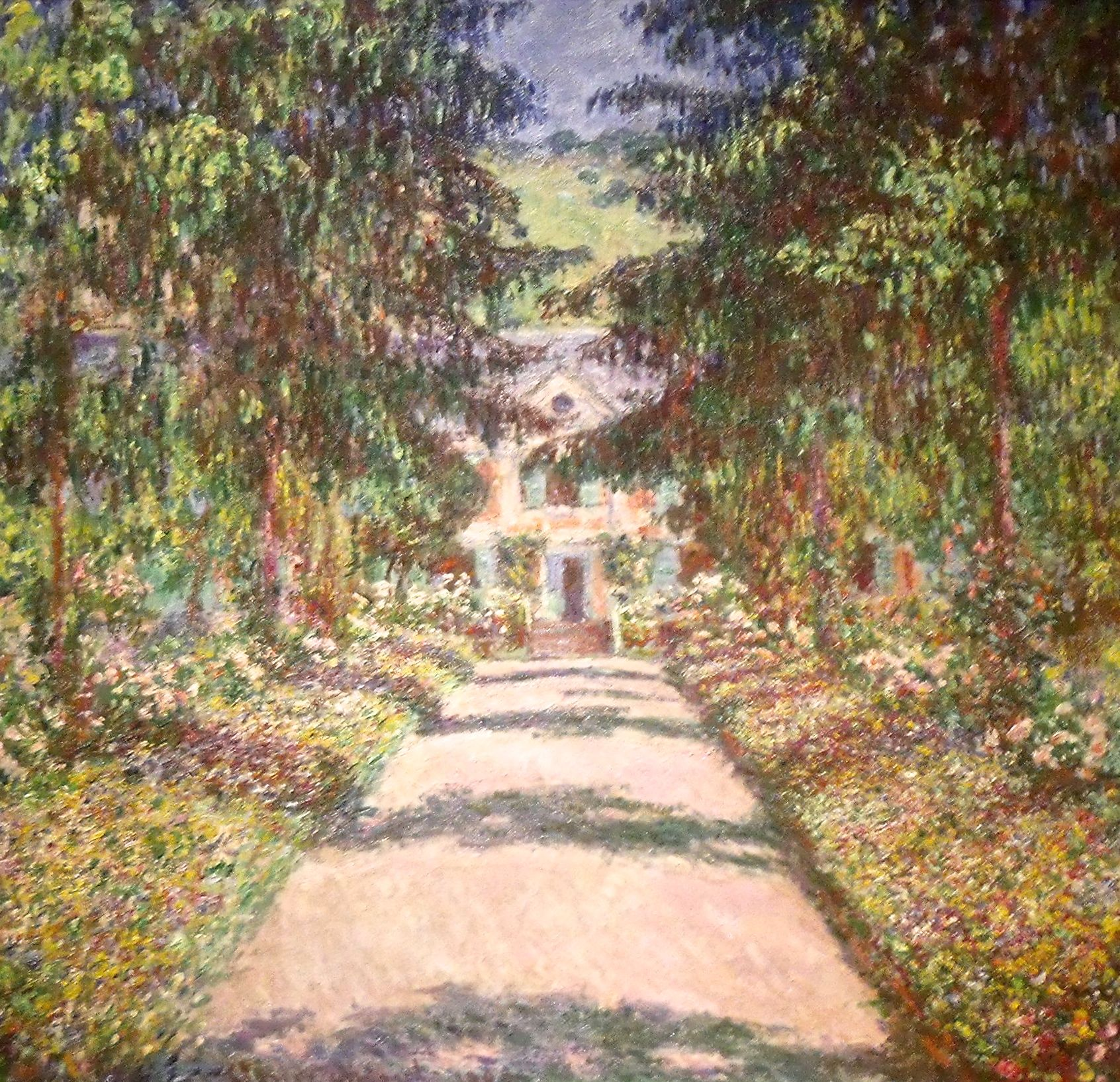
Клод Моне, «Головна алея у Живерні», 1900
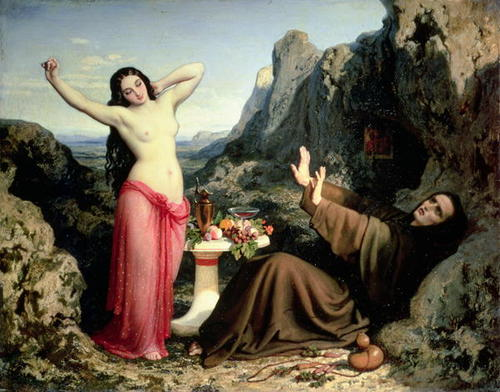
Домінік Папеті, «Спокуса Святого Іларіона», 1843
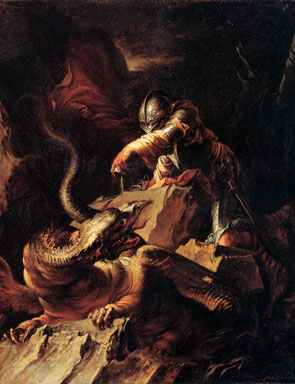
Сальватор Роза, «Ясон присипляє дракона», 1665–1670
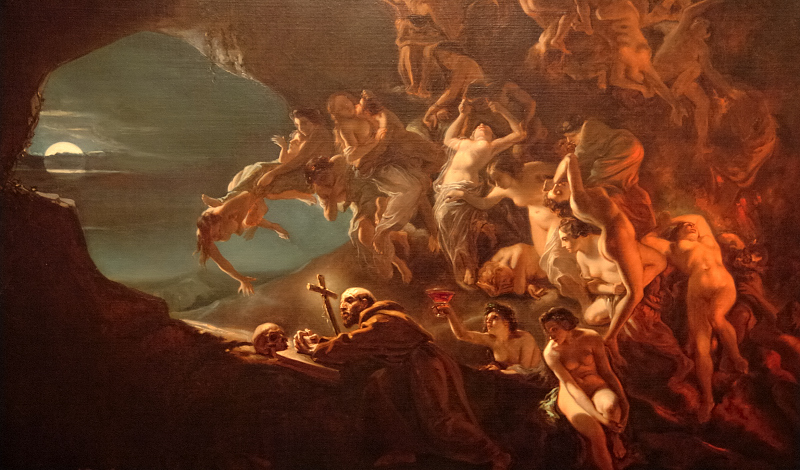
Николя-Франсуа-Октав Тассер, «Спокуса Святого Іларіона», 1857
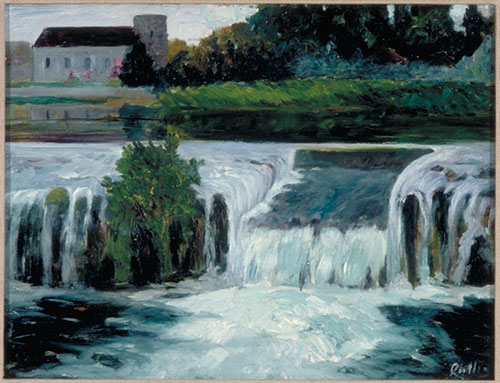
Моріс Калін, «Пейзаж», 1890
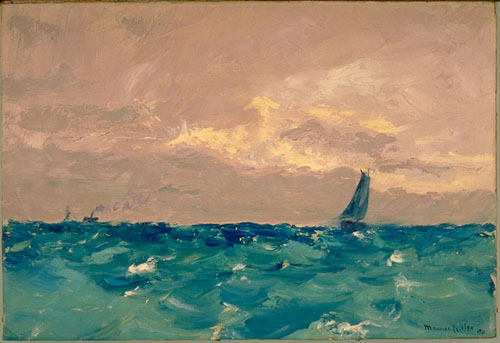
Моріс Калін, «Море», 1890

## Пограбування 1972 року
4 вересня 1972 в Музеї витончених мистецтв відбулося найбільше в канадській історії пограбування музею. Озброєні грабіжники викрали коштовності, статуетки та 18 картин загальною вартістю 2 мільйони доларів (приблизно 10 900 000$ у наші дні), в тому числі роботи Делакруа, Гейнсборо і рідкісний пейзаж Рембрандта. Викрадене так і не вдалося знайти. 2003 року газета Globe and Mail писала, що тільки робота Рембрандта коштує мільйон доларів.